# Mänttä-Vilppula
Mänttä-Vilppula est une ville de la région du Pirkanmaa en Finlande.

## Histoire
Mänttä-Vilppula a été créée le 1er janvier 2009 par la réunion des municipalités de Mänttä et Vilppula.

## Géographie
Mänttä-Vilppula est située dans la province de Finlande-Occidentale, dans la région du Pirkanmaa.
Parmi les lacs principaux on trouve les lacs Ruovesi, Kuorevesi, Tarjannevesi et Keurusselkä.

## Démographie
Depuis 1980, l'évolution démographique de Mänttä-Vilppula est la suivante :
| Année      | 1980   | 1985   | 1990   | 1995   | 2000   | 2005   |
| ---------- | ------ | ------ | ------ | ------ | ------ | ------ |
| population | 15 147 | 14 918 | 14 049 | 13 412 | 12 738 | 11 982 |

| Année      | 2010   | 2015   | 2020  |
| ---------- | ------ | ------ | ----- |
| population | 11 413 | 10 604 | 9 850 |

## Politique et administration

### Conseil municipal
Les sièges des 31 conseillers municipaux sont répartis comme suit:
| Parti     | Parti                              | Sièges 2021–2025 |
| --------- | ---------------------------------- | ---------------- |
|           | Parti social-démocrate de Finlande | 9                |
|           | Vrais Finlandais                   | 6                |
|           | Parti de la Coalition nationale    | 4                |
|           | Parti du centre                    | 7                |
|           | Ligue verte                        | 2                |
|           | Alliance de gauche                 | 2                |
|           | Chrétiens-démocrates               | 1                |
| Sources : |                                    |                  |

### Subdivisions administratives
L'agglomération de Kolho est située dans la partie nord de la ville, le long de la voie ferrée Tampere–Haapamäki.
Pohjaslahti, est située entre Vilppula et Virrat sur les rives du lac Tarjannevesi.
Les autres villages de Vilppula sont: Ajostaipale, Ala-Kolkki, Elämäntaipale, Haikkasalo, Huhtijärvi, Hokkaskylä, Huopioniemi, Innala, Jouttikylä, Kankaanpää, Keuruunkylä, Kitusuo, Koivio, Koivujärvi, Kotiniemi, Kuoreniemi, Kurkijärvi, Laajankylä, Laskunkylä, Leppäkoski, Loila, Maakasperä, Makkoskylä, Mäntyperä, Pollari, Pynnöskylä, Rajala, Rantakylä, Riihiniemi, Ritoniemi, Salmentaka, Salmi, Sammalisto, Suluslahti, Tammikoski, Tuuhoskylä, Tyynysniemi, Uittosalmi, Vehkomäki, Vessari, Viiki, Vitsakoski et Ylä-Kolkki.
Les quartiers de Mänttä sont: Alaranta, Aravala, Asemankulma, Isoniemi, Joenniemi, Juhola, Keikanniemi, Keskikaupunki, Koskela, Kukkarokivi, Käänninniemi, Länsi-Koskela, Moisio, Monhanrinne, Mustalahti, Mäkikylä, Pättiniemi, Raja-aho, Rusinniemi, Savosenmäki, Seppälä, Sillanpää, Tammikangas, Tammiranta, Vuohijoki, Vuohimetsä et Vuorenalusta.

## Lieux et monuments
- Église de Vilppula
- Elämänmäki
- Église de Mänttä
- Mäntänvuori
- Musée d'art Serlachius Gösta.
- Musée d'art Serlachius Gustaf.
- Centre d'Art Honkahovi
- Rapides Vilppulankoski

## Transports
La gare de Vilppula est située dans la ville de Mänttä-Vilppula sur la ligne Tampere–Haapamäki.
La route principale 58 (Kangasala-Kärsämäki) traverse Mänttä-Vilppula.
Keuruu est reliée à Mänttä-Vilppula par la seututie 348.

## Économie

### Principales entreprises
En 2021, les principales entreprises de Porvoo par chiffre d'affaires sont :
| Société                     | C.A.  |
| --------------------------- | ----- |
| Mäntänvuoren Terveys Oy     | 53 M€ |
| Formica IKI Oy              | 49 M€ |
| Runtech Kolho Factory       | 35 M€ |
| Kinnaskoski Oy              | 18 M€ |
| Javasko Oy                  | 14 M€ |
| Mäntän Energia Oy           | 13 M€ |
| Koneosapalvelu Oy, Vilppula | 12 M€ |
| Kojair Tech Oy              | 10 M€ |
| HJT-Holz Oy                 | 10 M€ |
| TK-Vilmet Oy                | 7 M€  |

### Employeurs
En 2021, ses plus importants employeurs sont:
| Employeur                     | Employés |
| ----------------------------- | -------- |
| Mäntänvuoren Terveys Oy       | 424      |
| Formica IKI Oy                | 136      |
| Runtech Kolho Factory         | 89       |
| Javasko Oy                    | 80       |
| Javasko Machines Oy           | 65       |
| Koneosapalvelu Oy, Vilppula   | 55       |
| Kojair Tech Oy                | 48       |
| Attendo Mäntän Palvelukoti Oy | 44       |
| TK-Vilmet Oy                  | 35       |
| Kone-Lahtinen Oy              | 33       |

## Personnalités
- Eero Rahola (1897–1975)
- Lydia Wideman (1920-2019)
- Veikko Ennala (1922–1991)
- Marjatta Moulin (1926–2018)
- Keijo Liinamaa (1929–1980)
- Risto Siltanen (1958-)
- Laura Huhtasaari (1979-)
- Pekka Koskela (1982-)

## Jumelages
| Ville | Ville                   | Pays | Pays      | Période     |
| ----- | ----------------------- | ---- | --------- | ----------- |
|       | Bornholm (en)           |      | Danemark  | depuis 1954 |
|       | district de Shijingshan |      | Chine     | depuis 2019 |
|       | Høyanger (en)           |      | Norvège   | depuis 1954 |
|       | Põltsamaa (en),         |      | Estonie   | depuis 2009 |
|       | Ronneby                 |      | Suède     | depuis 1954 |
|       | Simmern                 |      | Allemagne | depuis 2019 |
|       | Stary Oskol             |      | Russie    | depuis 1988 |

## Galerie

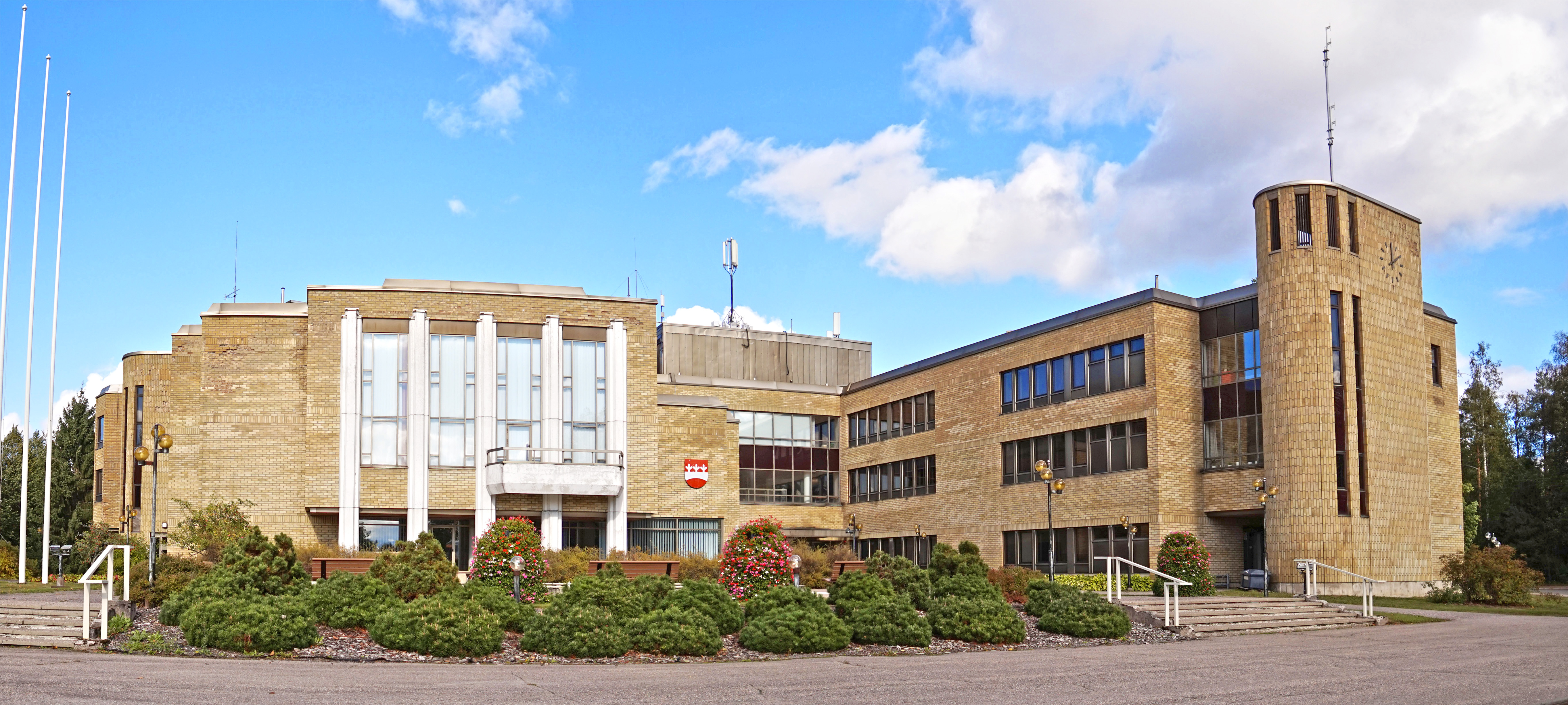
Hôtel de ville de Mänttä-Vilppula.
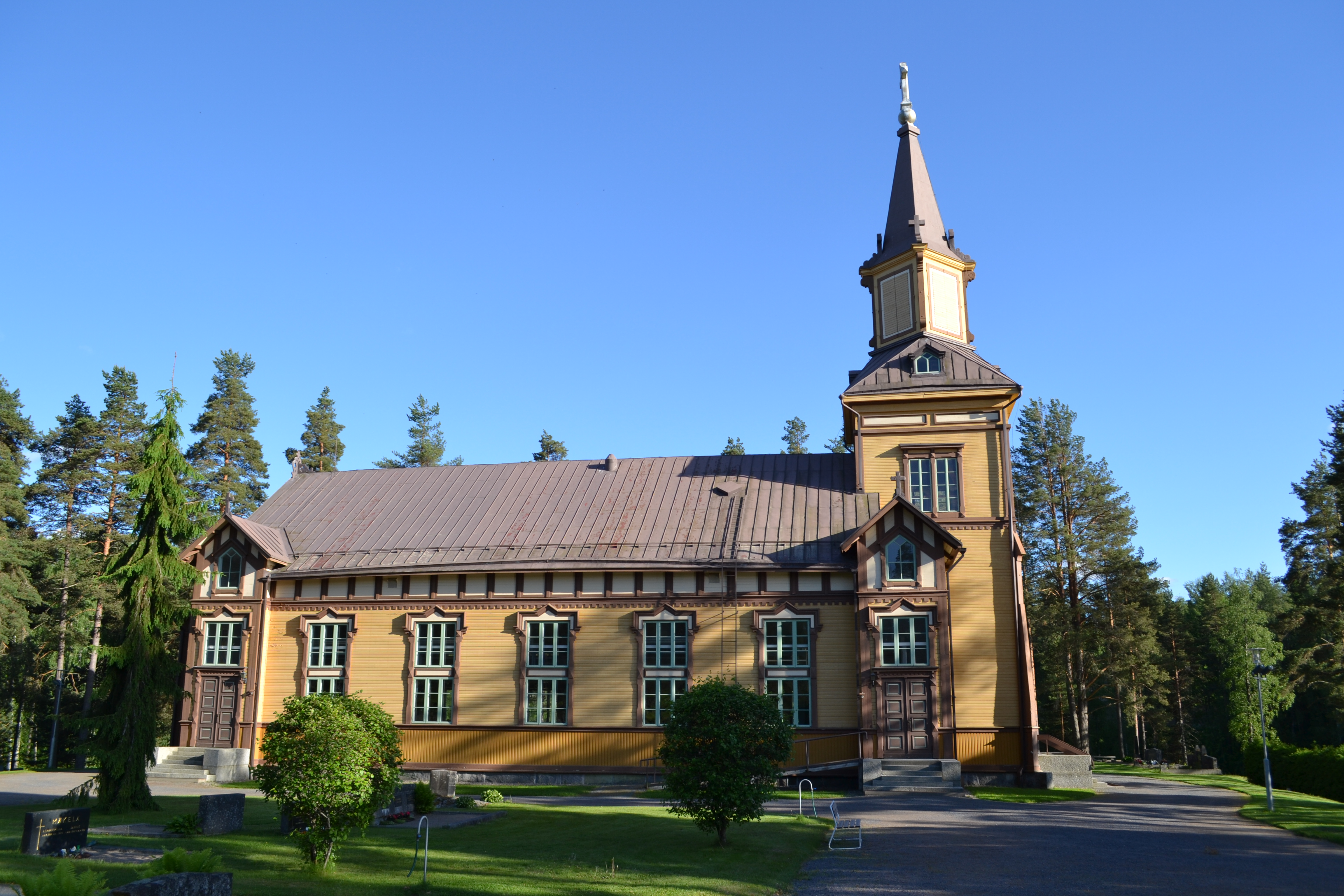
Église de Vilppula.
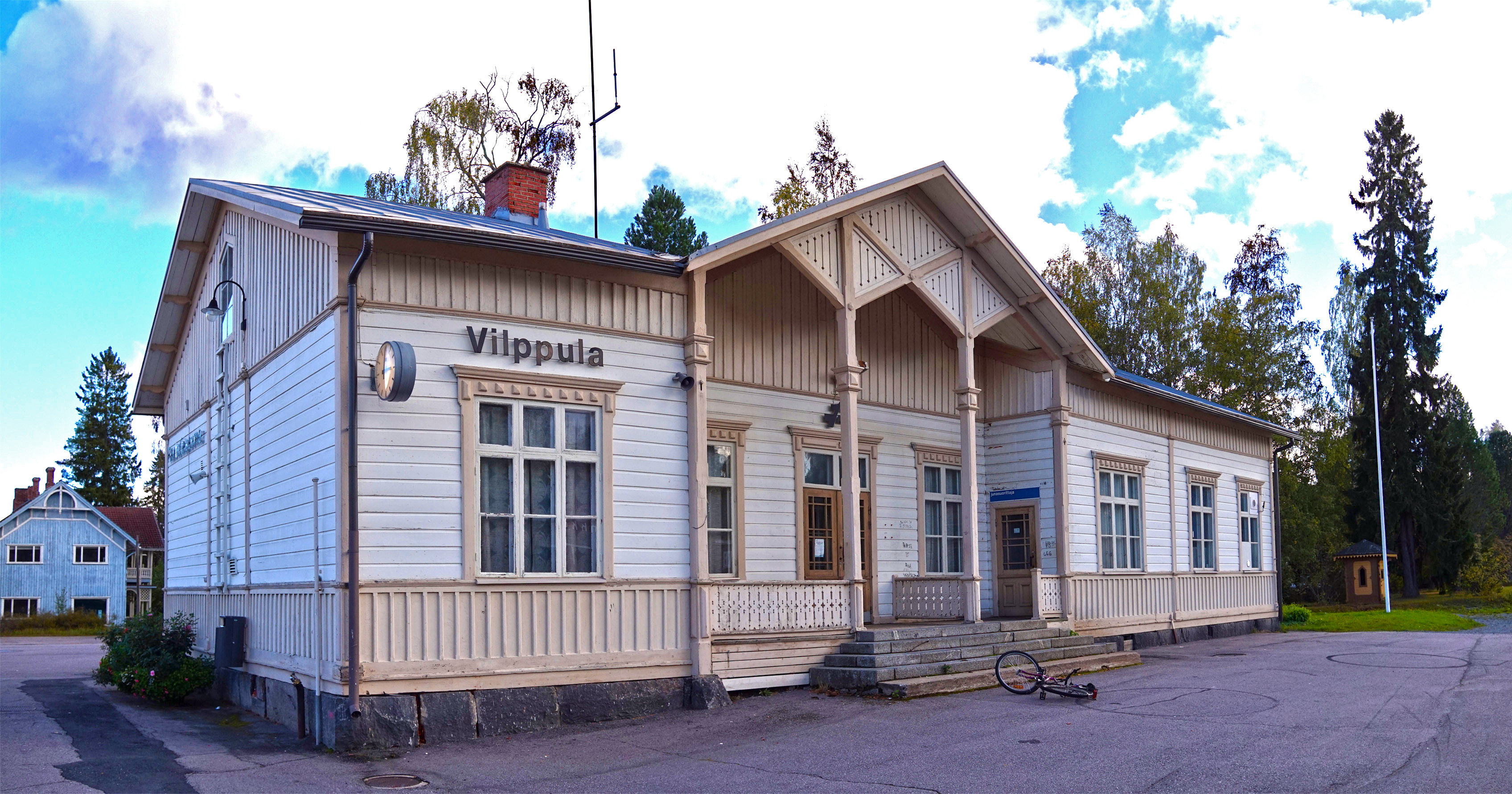
Gare ferroviaire de Vilppula.
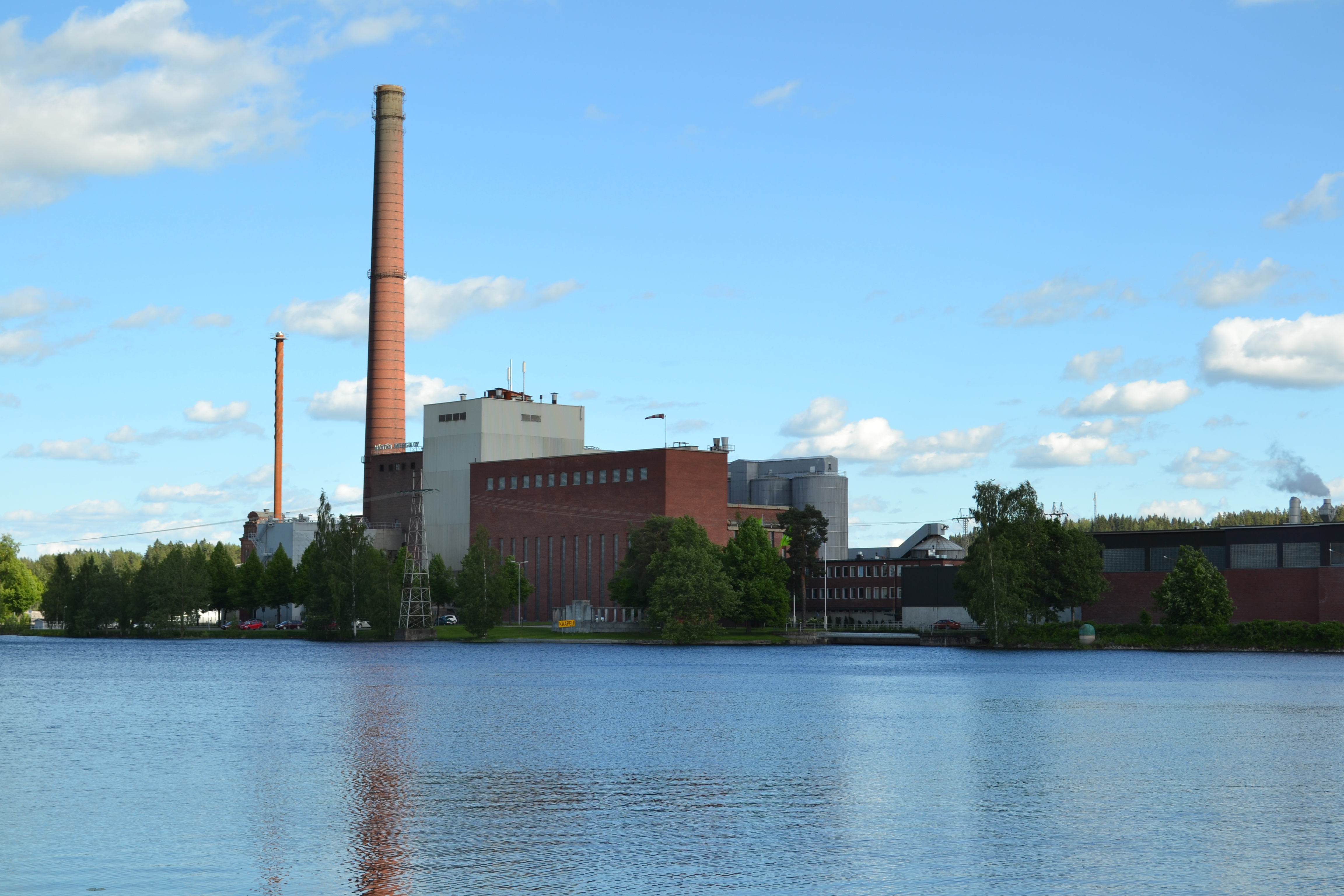
Papeterie de Mänttä.
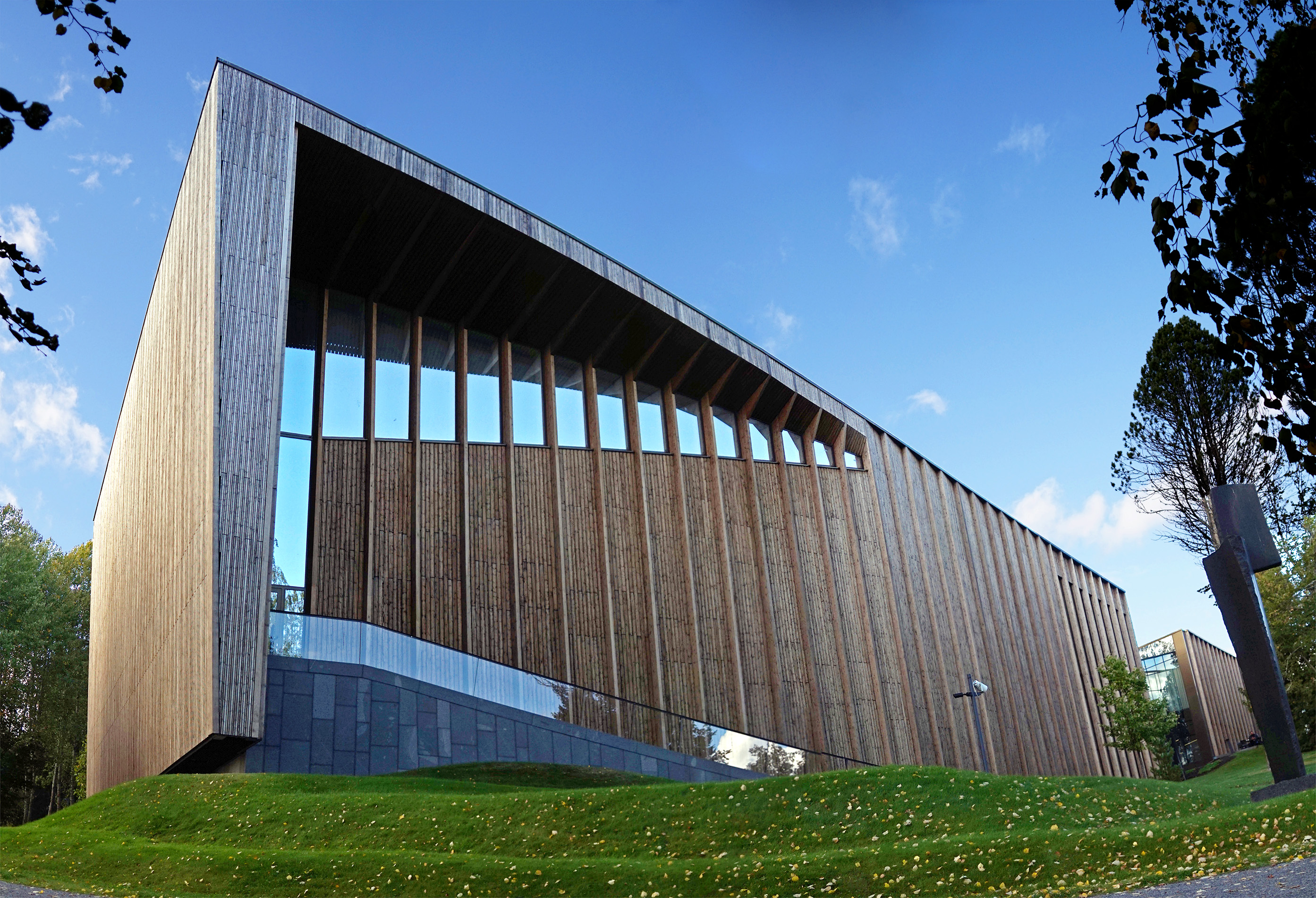
Musée d'art Serlachius Gösta.
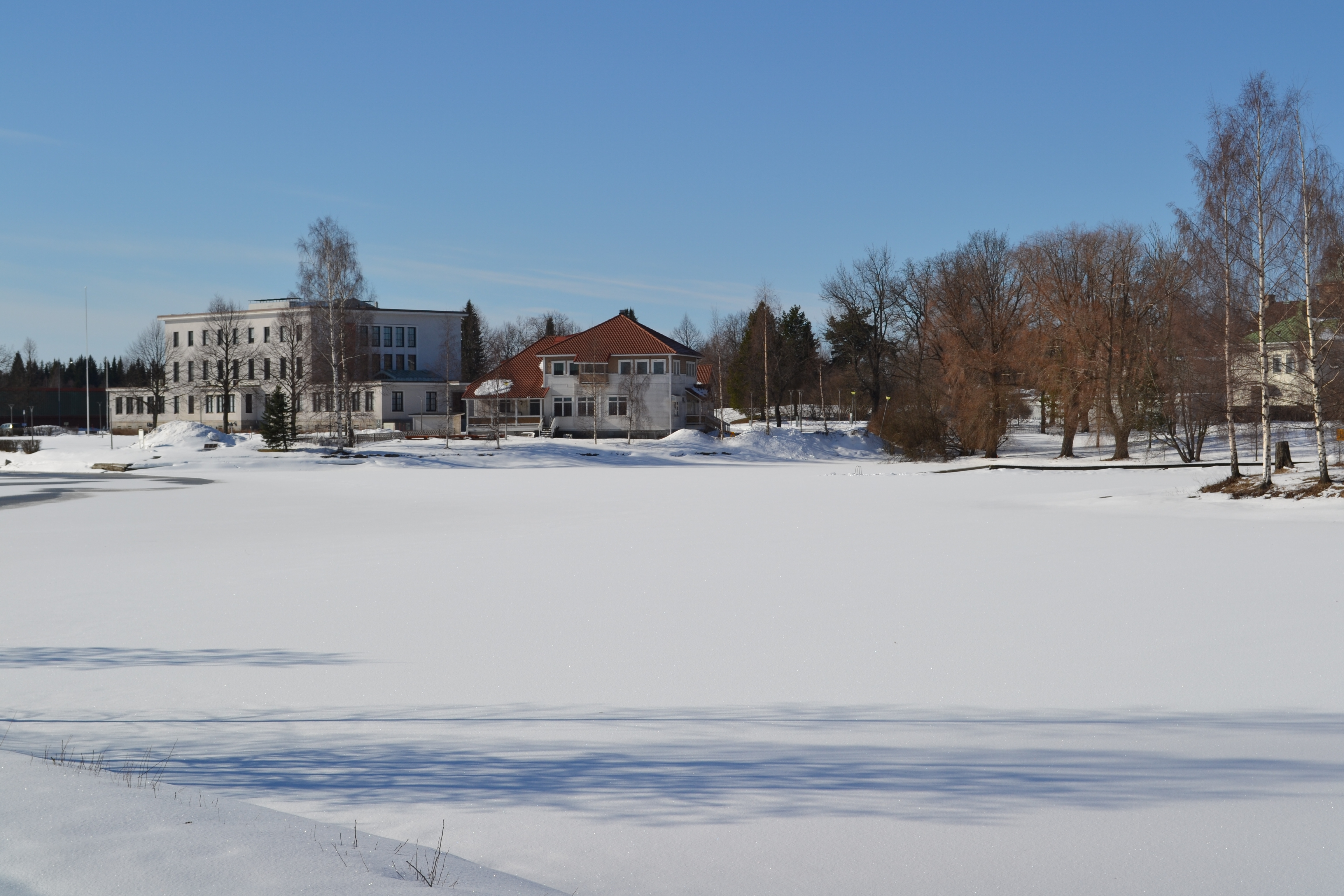
Musée d'art Serlachius Gustaf.